# Баварія
Бавáрія (нім. Freistaat Bayern) — земля Федеративної Республіки Німеччина. Розташована в південно-східній частині країни. Столиця — місто Мюнхен. Сусідами землі є Гессен, Тюрингія, Саксонія, Баден-Вюртемберг, а також Чехія, Австрія та Швейцарія. Утворена 8 грудня 1946 року. Площа — 70.541,57 км². Населення — 13 140 183 осіб (31 грудня 2020). На теренах землі розмовляють німецькою. Форма правління — парламентська республіка, самоврядний штат федерації.  ХСС очолюють земельний уряд. Голова уряду —  Маркус Зедер (ХСС). За результами виборів до ландтагу, що відбулися 14 жовтня 2018 року, в ньому представлені такі партії: ХСС (85 депутатів), СДПН (42), Зелені (38), Вільні виборці (27), АдН (20), ВДП (11), позафракційні (2). Має 6 депутатів у Бундесраті, верхній палаті парламенту Німеччини. Валовий внутрішній продукт землі складає 625,1 млрд € (2018). Борг землі становить 13,489 млрд €<(30 червня 2019). Рівень безробіття — 2,7 % (листопад 2019). Міжнародний код — DE-BY.

## Назва
- Баварія (нім. Bayern, бавар. Bayern лат. Bavaria) — найпоширеніша назва землі.
- Вільна Держава Баварія (нім. Freistaat Bayern, бавар. Freistoot Bayern) — офіційна назва землі.
- Баєрн (бавар. Bayern) — назва баварською мовою.

## Географія
За площею (70600 кв. км) Баварія є найбільшою землею ФРН; за чисельністю населення (2005: 12,48 млн.) займає друге місце після Північного Рейну-Вестфалії. Столицею землі є місто Мюнхен, інші великі міста — Нюрнберг, Аугсбург, Вюрцбург, Регенсбург. На півночі земля межує з землями Гессен, Тюрингія та Саксонія, на заході з Баден-Вюртембергом, на сході з Че́хією, на сході та півдні з Австрією, а також через Боденське озеро із Швейцарією.
Вільна держава Баварія володіє лісовими угіддями на території австрійської федеральної землі Зальцбург (Заальфорсте в окрузі Прінцгау), які хоч і знаходяться під опікою Баварського управління державних лісів, проте не є територіальними складовими ФРН, на їх територію поширюється суверенітет Австрійської Республіки.
Територіально Баварію традиційно розділяють на три частини — Франконія (сьогодні округи Верхня, Середня та Нижня Франконія), Швабія та Стара Баварія (адміністративні округи Верхній Пфальц, Верхня і Нижня Баварія).

### Ландшафт
Баварія знаходиться на півдні Німеччини і ландшафтно включає в себе:
- Баварські Альпи на півдні землі,
- Альпійське передгір'я, яке простягається між течією Дунаю та трьома великими озерами Баварії,
- гірські масиви на сході землі (Баварський ліс),
- плоскогір'я Швабського та Франкоського Альбу.

Найнижча точка землі по відношенню до рівня моря (107 м над рівнем моря) знаходиться в Калі-на-Майні (Нижня Франконія) на кордоні з землею Гессен. Найвищою точкою Баварії і одночасно Німеччини є гора Цугшпітце (2962 м над рівнем моря) на півдні землі біля містечка Гарміш-Партенкірхен.

### Внутрішні води
Найважливішою водною артерією Баварії є р. Дунай. Найбільшими притоками Дунаю, розглядаючи з заходу, є:
- праві: Іллер (Iller), Лех (Lech), Ізар (Isar) та Інн (річка) (Inn)
- ліві: Верніц (річка) (Wöhrnitz), Альтмюль (Altmühl), Нааб (Naab), Реген (річка) (Regen).

Праві притоки беруть свій початок в Альпах, тому і є більш повноводними, ніж ліві. Інн в місті впадання в Дунай (м. Пассау на кордоні з Австрією) несе набагато більше води, ніж сам Дунай. Лех місцями є теж повноводнішим, ніж Дунай.
Баварія — земля озер. Близько 1600 озер зосереджені головним чином передгір'ях Альп. Найбільші: Кімзе, Аммерзе, Штарнберзьке озеро, Тегернзе, Кенігсзе; найглибше — Вальхензе (192 м).

### Клімат
Клімат переходить з відносно помірного на північному заході до континентального на сході. Температура нижче 0 °C тримається протягом близько 100 днів. Вітри з заходу приносять близько 70 мм опадів, на північних схилах Альп — місцями до 180 мм.

## Історія Баварії

### Античність
За часів правління Октавіана Августа центральна частина сьогоднішньої землі Баварії, тзв. Стара Баварія (нім. Altbayern), заселена тоді кельтськими племенами, стала частиною Римської імперії. Після розпаду імперії місцеве кельтське населення, що значно романізувалося за часів римського правління, та мешкало на південь від течії Дунаю римляни поступово асимільовувалися з проникаючими з півночі на колишні римські території германцями і так із плином часу на цих територіях викристалізувалося плем'я баварців (баюварів, нім. Baier відповідно нім. Bajuwaren). Про колишніх кельтських мешканців свідчать ще до сьогодні назви місцевостей, річок та водоймищ.
З 555 р. н. е. достеменно відомо про існування баварського племінного герцогства, яке за часів Меровінгів стало частиною імперії франків. Остаточним кінцем доби цього так званого «старого герцогства» вважається 788 р. — рік перемоги імператора франків Карла Великого над баварським герцогом Тассіло ІІІ.

### Середньовіччя
Занепад імперії Каролінгів зробив можливим відновлення самостійності баварських герцогів і початок доби тзв. «нового герцогства». Кінець панування Каролінгів характеризувався посиленням самостійності окремих територій їхньої імперії. Цьому процесу сприяло, починаючи з близько 862 р., і посилення зовнішньої загрози у вигляді нападів угрів. Початком «нового герцогства» вважають 907 р. — рік загибелі маркграфа Люїтпольда І Баварського в битві з угорцями під Прессбургом (сьогодні: Братислава). Саме сходження його сина Арнульфа І на герцогський престол пов'язують з відновленням самостійності баварськох герцогів в так званому «новому герцогстві». Після перемоги в битві на річці Лех розпочинається друга хвиля баварської експансії на схід, в ході якої до герцогства приєднуються землі сьогоднішньої Нижньої Австрії, Істрії та Крайни (Словенії). Проте початок конфлікту з династією Оттоніанів веде знову до посилення залежності герцогства від німецької королівської корони. В 976 р. від Баварії на користь новоствореного герцогства Каринтії відокремлюється південно-східна частина. Водночас правлячий на східних теренах герцогства в Marcha Orientalis (Ostarrichi) рід Бабенбергів намагається все більше вести незалежну від баварських герцогів політику. Але починаючи з 1070 р., за часів правління Вельфів, влада баварських герцогів зазнає нового зеніту. Однак тривалий конфлікт між родами Штауфенів та Вельфів за владу на німецьких землях закінчується остаточно в 1180 р. перемогою Фрідріха І Барбаросси з роду Штауферів над Генріхом Левом з роду Вельфів і відокремленням від Баварського герцогства Штирії та маркграфства Істрії та остаточним занепадом «нового герцогства».
З 1180 по 1918 років Баварське герцогство знаходиться під правлінням династії Віттельсбахів. В 1255—1503 Роках Баварія переживає період численних поділів на окремі герцогства. Протягом короткого періоду об'єднання за часів правління Людовика IV Баварця герцогство переживає новий зеніт слави, коли Людовік IV в 1328, перший із династії Вітельсбахів, одержує корону імператора Священної Римської імперії. Кінець періоду поділів було покладено 1506 року династичним законом про першочерговість наслідування за народженням (lex primogenitur).

### Новий час
Баварія відігравала основну роль у контрреформації, а баварські герцоги в результаті Тридцятилітньої війни змогли приєднати до своїх володінь додаткові території та здобули титул курфюрста. В 1620 р. війська Католицької Ліги під проводом баварського полководця Тіллі здобули важливу перемогу над протестантами в битві на Білій Горі під Прагою. В результаті цього війська під проводом Тіллі окупували Пфальц. Як подяку за участь баварських військ на боці Католицької Ліги герцог Максиміліан І отримав в 1623 р. титул курфюрста, а в 1628 р. право приєднати до свого герцогства окупований ним Пфальц як контрибуцію. Баварія часів абсолютизму була два рази за короткий час окупована Австрією під час іспанської та австрійської династичних війн унаслідок великодержавної політики Максиміліана ІІ та його сина Карла Альбрехта.
За часів Наполеона Баварія перебувала спочатку на боці Франції, що дозволило їй здобути значні земельні володіння в ході здійсненої під егідою французів секуляризації, так, наприклад, Баварія змогла приєднати тимчасово до своїх володінь Зальцбург і Тіроль.
У 1806 р. баварські герцоги одержали титул короля. Завдяки вчасній зміні сторін на користь противників Наполеона Баварія, як країна-переможець, змогла зберегти після Віденського конгресу 1814 р. значну частину приєднаних під час наполеонівських війн володінь. Вона, хоч і мала змиритися з втратою Тіролю та правобережного рейнського Пфальцу, але отримала як компенсацію франконські землі. Король Людвиг I розбудував столицю Мюнхен в першій половині XIX ст. до рівня великого культурного та наукового центру зі своїм університетом. Людвиг I відмовився від престолу під час весняних заворушень 1848 р., основною причиною була його афера з танцівницею Лолою Монтес. Його наступник Людвіг II ввійшов в історію передусім завдяки будівництву дорогих палаців як, наприклад, Нойшванштайн, як казковий принц. В 1866 р. Баварія зазнала на боці Австрії поразки в війні з Пруссією (Австро-Прусська війна). У 1871 р. Баварське королівство стало частиною новоствореної Німецької імперії, але зберегло своє право на власну пошту, залізницю та військо.

### Новітній період
У 1918 р. династія Віттельсбахів у ході листопадових заворушень в Німеччині зреклася від престолу. 8 листопада 1918 р. Баварське королівство було проголошено вільною (демократичною) державою. Упродовж загальних заворушень соціалістичним угрупуванням вдалося на деякий час встановити в Мюнхені Баварську радянську республіку. В період Веймарської республіки Баварія стала сценою націонал-соціалістичного путчу 1923 р. Під час другої світової війни такі баварські міста, як Вюрцбург, Мюнхен та Нюрнберг, зазнали значних руйнувань.
Після 1945 р. військова адміністрація союзників свідомо направляла потоки німецьких біженців із Судетської області та Сілезії на територію малозаселеної Баварії. Унаслідок таких дій кількість населення Баварії зросла протягом періоду 1945—1949 рр. на чверть.
Після від'єднання Рейнського Пфальцу Баварія ввійшла в 1949 р. до складу новоствореної Федеративної Республіки Німеччина як одна з федеральних земель. У повоєнні роки розпочався процес бурхливого економічного розвитку, який перетворив Баварію за декілька десятиліть із традиційно аграрної на індустріально-розвинуту землю.

## Політичний устрій
Головна стаття: Політичний устрій Баварії

### Ландтаг

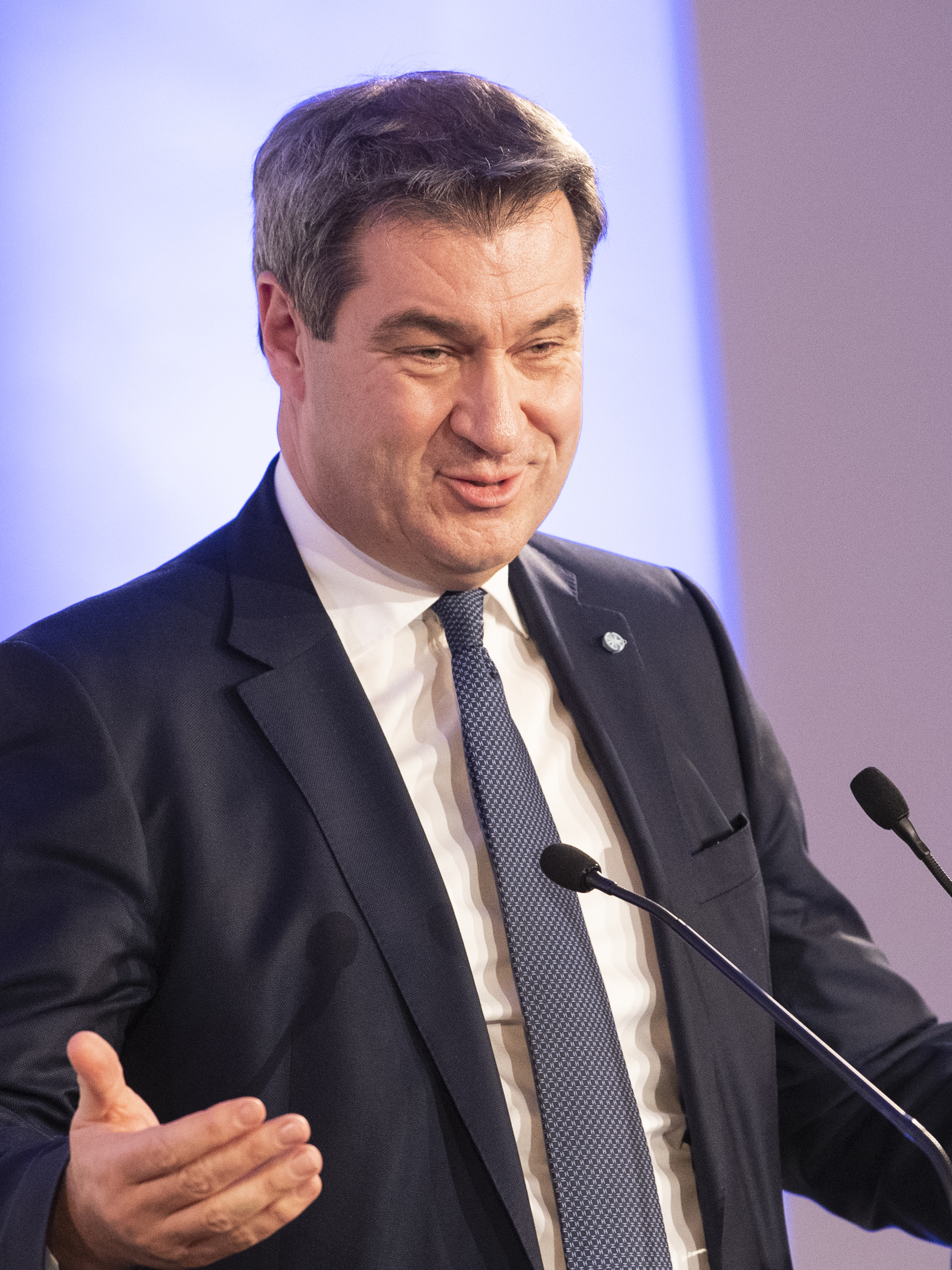
Маркус Зедер, голова земельного уряду з 16 березня 2018 року.

Розподіл місць у Баварському ландтазі за результатами виборів 14 жовтня 2018 року. Уряд очолює ХСС.

Розподіл 205 місць: 

### Уряд
З 1962 р. ХСС постійно здобувала більшість на виборах до ландтагу. Міністром-президентом Баварії з 17 липня 1993 р. є Едмунд Штойбер. 7 жовтня 2003 р. Едмунд Штойбер був знову обраний міністром-президентом землі, а 14 жовтня призначений ним кабінет був підтверджений ландтагом.
На 2007 рік до складу Баварського державного уряду входили:
- Едмунд Штойбер, міністр-президент Вільної держави Баварії
- Гюнтер Бекштайн, заступник міністра-президента і державний міністр внутрішніх справ
- Ебергард Зіннен, керівник державної канцелярії
- Емілія Мюллєр, державний міністр у справах федерації та ЕС
- Беате Мерк, державний міністр юстиції
- Томас Гоппель, державний міністр науки, досліджень та культури
- Зігфрід Шнайдер державний міністр шкільництва
- Курт Фальтгаузер, державний міністр фінансів
- Ервін Губер, державний міністр економіки, інфраструктури, транспорту та технологій
- Вернер Шнаппауф, державний міністр захисту навколишнього середовища, споживачів та здоров'я
- Йозеф Міллєр, державний міністр сільського та лісового господарства
- Кріста Штавенс, державний міністр праці, соціальних питань та у справах жінок і сім'ї
- Георг Шмід, державний секретар в МВС
- Карль Фреллєр, державний секретар в міністерстві шкільництва
- Ганс Шпітцнер, державний секретар в міністерстві економіки, інфраструктури, транспорту та технологій
- Оттмар Бернгард, державний секретар в міністерстві захисту навколишнього середовища, споживачів та здоров'я
- Юрген Гайке, державний секретар в міністерстві праці, соціальних питань та у справах жінок і сім'ї

## Адміністративний устрій
Баварія має трирівневу структуру адміністративного устрою, яка містить
- урядові (адміністративні) округи (або ще: раєнції від пол. rajencja) — нім. Regierungsbezirke,
- райони та міста на правах району (вільні міста) — нім. Landkreise und kreisfreie Städte,
- громади — нім. Gemeinden.

### Урядові (адміністративні) округи
Урядові округи (раєнції) є адміністративними органами, які становлять систему державної адміністрації землі та підпорядковуються безпосередньо земельному уряду. На чолі уряду округу стоїть президент округу (Regierungspräsident). Урядові округи об'єднують декілька повітів і міст на правах повіту, які своєю чергою об'єднують декілька громад. Уряди округів забезпечують здійснення безпосередньо на території округу завдань, що стосуються компетенції земельного уряду та здійснюють його представництво в окрузі.
Баварія поділена на сім урядових округів
| Урядовий округ    |               | центр      | AGS | Скор. | Площа         | Населення (31 грудня 2020) | нас./км² (вер. 2005) |
| Верхня Баварія    | Oberbayern    | Мюнхен     | 091 | OB    | 17.529,63 км² | 4 719 716                  | 241                  |
| Нижня Баварія     | Niederbayern  | Ландсгут   | 092 | NB    | 10.329,91 км² | 1 247 063                  | 116                  |
| Верхній Пфальц    | Oberpfalz     | Регенсбург | 093 | Opf.  | 9.691,03 км²  | 1 112 267                  | 113                  |
| Верхня Франконія  | Oberfranken   | Байройт    | 094 | Ofr.  | 7.231,00 км²  | 1 062 085                  | 153                  |
| Середня Франконія | Mittelfranken | Ансбах     | 095 | Mfr.  | 7.244,85 км²  | 1 775 704                  | 236                  |
| Нижня Франконія   | Unterfranken  | Вюрцбург   | 096 | Ufr.  | 8.530,99 км²  | 1 317 507                  | 157                  |
| Швабія            | Schwaben      | Аугсбург   | 097 | Schw. | 9.992,03 км²  | 1 905 841                  | 179                  |
| Баварія           | Bayern        | Мюнхен     |     |       | 70.549,11 км² | 13 140 183                 | 177                  |

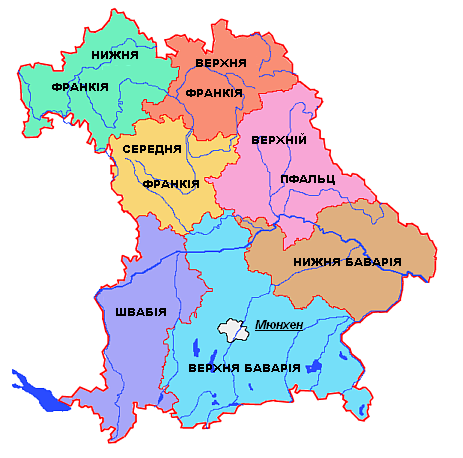
Урядові округи Баварії

Територіям урядових округів, що становлять систему державної адміністрації, відповідають аналогічні округи (Bezirke) з такими ж назвами, які становлять другий рівень місцевого самоврядування над районами (третій рівень) та громадами (4-ий рівень). Ці округи мають своє виборне представництво (Bezirkstag), яке обирається кожні п'ять років. Округи, як і кожне самоврядне утворення, можуть мати свій герб та прапор.

### Райони та міста на правах району
Сім урядових округів Баварія діляться на 71 район та 25 міст на правах району
| 71 район Вільної держави Баварія: | | |

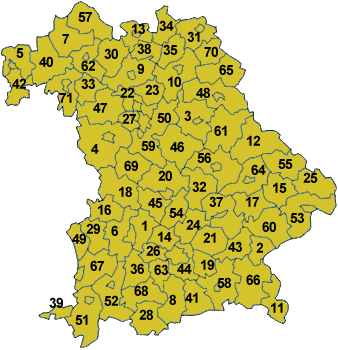
Райони і міста на правах району

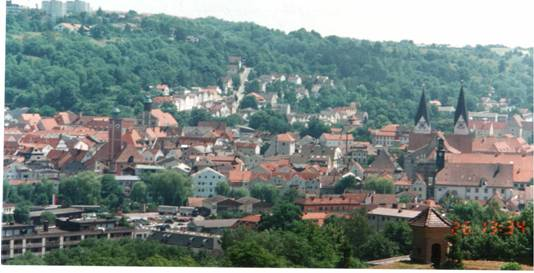
Районне містечко Айхштет, 1999 р.

| 1. Айхах-Фрідберг (AIC) 2. Альтеттінг (AÖ) 3. Амберг-Зульцбах (AS) 4. Ансбах (AN) 5. Ашаффенбург (AB) 6. Аугсбург (Augsburg A) 7. Бад-Кіссінген (KG) 8. Бад-Тельц-Вольфратсгаузен (TÖL) 9. Бамберг (BA) 10. Байройт (BT) 11. Берхтесгаден (BGL) 12. Кам (CHA) 13. Кобург (CO) 14. Дахау (DAH) 15. Деггендорф (DEG) 16. Діллінген-ан-дер-Донау (DLG) 17. Дінгольфінг-Ландау (DGF) 18. Донау-Ріс (DON) 19. Еберсберг (EBE) 20. Айхштетт (EI) 21. Ердінг (ED) 22. Ерланген-Гехштадт (ERH) 23. Форхгайм (FO) 24. Фрайзінг (FS) | 1. Фраюнг-Графенау (FRG) 2. Фюрстенфельдбрук (FFB) 3. Фюрт (FÜ) 4. Гарміш-Партенкірхен (GAP) 5. Гюнцбург (GZ) 6. Гасберге (HAS) 7. Гоф (HO) 8. Кельгайм (KEH) 9. Кітцінген (KT) 10. Кронах (KC) 11. Кульмбах (KU) 12. Ландсберг-ам-Лех (LL) 13. Ландсгут (LA) 14. Ліхтенфельс (LIF) 15. Ліндау (Бодензеє) (LI) 16. Майн-Шпессарт (MSP) 17. Місбах (MB) 18. Мільтенберг (MIL) 19. Мюльдорф-ам-Інн (MÜ) 20. Мюнхен (M) 21. Нойбург-Шробенгаузен (ND) 22. Ноймаркт-в-Верхньому-Пфальці (NM) 23. Нойштадт-на-Айші–Бад-Віндсгайм (NEA) 24. Нойштадт-ан-дер-Вальднааб (NEW) | 1. Ной-Ульм (NU) 2. Нюрнбергер-Ланд (LAU) 3. Оберальгой (OA) 4. Остальгой (OAL) 5. Пассау (PA) 6. Пфаффенгофен-ан-дер-Ільм (PAF) 7. Реген (REG) 8. Регенсбург (R) 9. Рен-Грабфельд (NES) 10. Розенгайм (RO) 11. Рот (RH) 12. Ротталь-Інн (PAN) 13. Швандорф (SAD) 14. Швайнфурт (SW) 15. Штарнберг (STA) 16. Штраубінг-Боген (SR) 17. Тіршенройт (TIR) 18. Траунштайн (TS) 19. Унтеральгой (MN) 20. Вайльгайм-Шонгау (WM) 21. Вайсенбург-Гунценгаузен (WUG) 22. Вунзідель-ім-Фіхтельгебірге (WUN) 23. Вюрцбург (WÜ) |

| 25 міст на правах району в Баварії: | | |
| 1. Амберг (AM) 2. Ансбах (AN) 3. Ашаффенбург (AB) 4. Аугсбург (A) 5. Бамберг (BA) 6. Байройт (BT) 7. Кобург (CO) 8. Ерланген (ER) 9. Фюрт (FÜ) | 1. Гоф (HO) 2. Інгольштадт (IN) 3. Кауфбойрен (KF) 4. Кемптен (KE) 5. Ландсгут (LA) 6. Меммінген (MM) 7. Мюнхен (M) 8. Нюрнберг (N) | 1. Пассау (PA) 2. Регенсбург (R) 3. Розенгайм (RO) 4. Швабах (SC) 5. Швайнфурт (SW) 6. Штраубінг (SR) 7. Вайден (WEN) 8. Вюрцбург (WÜ) |

### Громади
Вільна держава Баварія складається з 2.056 політично самостійних громад (Gemeinde, Kommune) та 215 територій, що не належать до громад (gemeindefreie Gebiete).
За типами громади розподіляються по наступному (стан на 1 жовтня 2004 р.)
- 25 міст на правах повіту (kreisfreie Städte)
- 28 великих міст, що входять до складу повітів (große Kreisstädte)
- 262 інші міста (Städte)
- 383 тзв. маркти (Märkte)
- 1.358 інших громад (sonstige Gemeinden)

З 2.031 громад, що входять до складу повітів, 991 громада є членом одієї з 314 асоціацій громад, 1.040 є самостійними громадами.
(стан на 1 січня 2005 р.)

### Найбільші міста
| Місто       | Населення на 31 грудня 2000 | Населення на 30 липня 2005 | Населення на 31 грудня 2009 |
| ----------- | --------------------------- | -------------------------- | --------------------------- |
| Мюнхен      | 1.210.223                   | 1 259 677                  | 1 330 440                   |
| Нюрнберг    | 488 400                     | 499 237                    | 503 673                     |
| Аугсбург    | 254 982                     | 262 676                    | 263 646                     |
| Вюрцбург    | 127 966                     | 133 906                    | 133 195                     |
| Регенсбург  | 125 676                     | 129 859                    | 134 218                     |
| Інгольштадт | 115 722                     | 121 314                    | 124 387                     |
| Фюрт        | 110 477                     | 113 422                    | 114 044                     |
| Ерланген    | 100 778                     | 103 197                    | 105 554                     |
| Байройт     | 74 153                      | 73 997                     | 72 576                      |
| Бамберг     | 69 036                      | 70 081                     | 69 827                      |
| Ашаффенбург | 67 592                      | 68 642                     | 68 722                      |
| Кемптен     | 61 389                      | 61 360                     | 62 007                      |
| Ландсхут    | 58 746                      | 61 368                     | 62 735                      |
| Розенгайм   | 58 908                      | 60 226                     | 60 877                      |
| Швайнфурт   | 54 325                      | 54 273                     | 53 533                      |
| Ной-Ульм    | 50 188                      | 51 410                     | 53 034                      |
| Пассау      | 50 536                      | 50 651                     | 50 627                      |
| Гоф         | 50.741                      | 48.982                     | 46.441                      |

Доп.: Баварське земельне відомство надало цю статистику та опрацьовані дані

## Регіони
| Основними історичними регіонами Баварії є                                                                                                | | |                                                                                               |
| 1. Альгой 2. Альтмюльталь 3. Альпійське передгір'я 4. Баварські Альпи 5. Баварський ліс 6. Хімгау 7. Хімгауські Альпи 8. Дунайський Моос | 1. Дунайський Рід 2. Дунайський Ріс 3. Фіхтель 4. Франконія 5. Франконська Височина 6. Франконський Ліс 7. Франконська Альба 8. Франконська Швейцарія | 1. Гойбоден 2. Гассберге 3. Голлєдау 4. Інн-Зальцах 5. Лех 6. Верхня Баварія 7. Оберланд 8. Верхньопфальський Ліс | 1. Рьон 2. Руперті 3. Ньордлінський Ріс 4. Зальцбурзькі Альпи 5. Шпессарт 6. Штайгерський Ліс |

## Кордони
| Баден-Вюртемберг | 829 км                                                                   |
| Гессен           | 262 км                                                                   |
| Тюрингія         | 381 км                                                                   |
| Саксонія         | 41 км                                                                    |
| Чехія            | 357 км                                                                   |
| Австрія          | 816 км                                                                   |
| Боденське озеро  | 19 км — По Боденському озеру проходить кордон між Баварією і Швейцарією. |

## Населення
Основу населення складають чотири народності — баварці, франконці, шваби та нові баварці (судетські німці та інші переміщені фольксдойче).
Релігія — 70 % католики, 26 % протестанти.

## Господарство
Баварія вважається сьогодні економічно розвинутою і багатою землею ФРН. За декілька останніх десятиліть Баварія перетворилася із традиційної аграрної землі (на початку 50 рр. XX століття аграрний сектор давав четвертину валового продукту землі) на регіон високо розвинутих технологій. «Laptop und Lederhose» — «лептоп та шкіряні штани» — так тепер характеризують Баварію, натякаючи на короткі шкіряні штани, невід'ємну частину традиційного баварського строю, як свідчення вірності давнім селянським традиціям, та на лептоп як символ економічної міцності й інвестицій у технології майбутнього.
Економічно найрозвинутішою частиною Баварії є агломерація навколо столиці землі Мюнхена. Тут представлені підприємства різних галузей: автобудування (BMW, MAN, Knorr-Bremse), сектора ІТ (Siemens, Infineon, Microsoft), медіа-концерни та видавництва (Premiere, Kabel Deutschland, Burda Verlag), оборонної промисловості (EADS, Krauss-Maffei), сфери послуг та туристики (історичні пам'ятники, музеї, біргартени, Октоберфест, конгреси та виставки). Іншими великими господарськими центрами на півдні Бавірії є міста Аугсбург та Інгольштадт, а також «баварський хімічний трикутник» — концентрація великих хімічних підприємств на південному сході землі між озером Хімзее та річками Інн та Зальцах.
На півночі землі центральним економічним регіоном є агломерація навколо трьох міст — Нюрнберга, Фюрта та Ерлангена. Окрім того дуже добре виглядає економічна ситуація в регіоні між Ашаффенбургом та Вюрцбургом-Швайнфуртом на північному заході землі. Рівень безробіття тримається там, наприклад, нижче середнього по всій землі.
Деякі прикордонні регіони землі, щоправда, є залежними від дотації з земельного бюджету. Причиною того є з одного боку конкурентні переваги у сусідніх країнах (наприклад нижчий рівень заробітної плати та оподаткування), з іншого боку — слабо розвинута інфраструктура в цих регіонах. Наочним прикладом тут є регіон Баварського лісу на кордоні з Чехією, який за часів холодної війни мав надзвичайно низьку інвестиційну привабливість через своє узбічне розташування в особливій прикордонній зоні (кордон з НДР та ЧСФР). Одночасно з падінням «залізної завіси» на кордоні з ЧСФР в 1990 р. та об"єднанням Німеччини було скасовано дотації для регіонів, розташованих в особливій прикордонній зоні, а інвестиційні умови в межуючій з цією частиною Баварії Чехії, яка з 2004 р. є повноправним членом ЄС, часто виявляються привабливішими для німецьких підприємств.
З огляду на розвиток туризму особливо привабливими є, окрім столиці землі Мюнхена, регіони навколо великих озер (Хімзее, Боденське, Кьонігзее) та туристичні райони в  Альпах.
Рівень безробіття в липні 2006 р. становив 6,1 %. Індекс ВВП на душу населення, розрахованого за паритетом купівельної спроможності, становить 128,2 стосовно середньоєвропейського (ЄС-25: 100).
На території землі розташовані три атомні електростанції, окрім того в Гархінгу неподалік від Мюнхена функціонує експериментально-дослідний реактор.

## Культура

### Університети
Байройтський університет

Український вільний університет в Мюнхені

Університет Людовика та Максиміліана в Мюнхені

Мюнхенський технічний університет

Аугсбурзький університет 

Університет ім. Отто Фрідріха в Бамбергу

Католицький університет Айхштадт-Інгольшдатд

Університет Фрідріха і Александра в Нюрнберзі і Ерлангені

Університет Бундесверу в Мюнхені

Пассауський університет

Регенсьбурзький університет

Баварський університет Юліуса і Максиміліана в Вюрцбурзі